# Національна спілка письменників України: Біобібліографічний довідник (2023)
«Національна спілка письменників України : Біобібліографічний довідник» — довідкове видання, що вийшло друком 2023 року у Києві у видавництві «Український письменник» обсягом у 1008 сторінок.
Головний редактор — Василь Клічак.

## Вміст
У довіднику подаються творчі біографії та бібліографічні дані сучасних українських письменників — членів Національної спілки письменників України станом на 31 грудня 2022 року.
Довідковий матеріал упорядковано з матеріалів, наданих керівниками обласних та Київської організацій НСПУ. У томі довідника обсягом понад тисячу сторінок вміщено інформацію про 1820 членів Національної спілки письменників України, які входять до складу 25 обласних організацій.
Кожна обласна організація НСПУ представлена окремим блоком, який подає не лише дані про письменників (біографія, видані книги, літературні відзнаки), але й надає коротку історію самої організації.
В інформації про кожну обласну організацію НСПУ вказані її контактні дані.